# Costa Granadina (Comarca)
Die Comarca Costa Granadina ist eine Verwaltungseinheit in der spanischen Provinz Granada.
Die Comarca umfasst 18 Gemeinden mit einer Fläche von 786,83 Quadratkilometern.
Geografisch ist sie mit dem gleichnamigen Küstenstreifen, der Costa Tropical, deckungsgleich.

## Lage
| Alhama         | Valle de Lecrín                             | Alpujarra Granadina |
| Provinz Málaga | Kompassrose, die auf Nachbargemeinden zeigt |                     |
| Mittelmeer     | Mittelmeer                                  | Mittelmeer          |

## Gemeinden
| Gemeinde                | Einwohner (2024) | Fläche km² | Dichte Einw./km² | Cod INE | Postleitzahl               |
| ----------------------- | ---------------- | ---------- | ---------------- | ------- | -------------------------- |
| Albondón                | 712              | 34,48      | 21               | 18004   | 18708                      |
| Albuñol                 | 7.357            | 62,94      | 117              | 18006   | 18620                      |
| Almuñécar               | 27.311           | 83,36      | 328              | 18017   | 18690, 18697               |
| Los Guajares            | 1.125            | 89,32      | 13               | 18906   | 18615                      |
| Gualchos                | 5.309            | 31,03      | 171              | 18093   | 18614, 18740               |
| Itrabo                  | 956              | 19,01      | 50               | 18103   | 18612                      |
| Jete                    | 995              | 13,91      | 72               | 18109   | 18699                      |
| Lentegí                 | 350              | 23,76      | 15               | 18120   | 18699                      |
| Lújar                   | 487              | 36,88      | 13               | 18124   | 18614                      |
| Molvízar                | 2.730            | 21,47      | 127              | 18133   | 18611                      |
| Motril                  | 59.632           | 103,31     | 577              | 18140   | 18600, 18613, 18614, 18730 |
| Otívar                  | 1.038            | 57,47      | 18               | 18148   | 18698                      |
| Polopos                 | 1.671            | 26,58      | 63               | 18162   | 18710, 18750               |
| Rubite                  | 426              | 28,55      | 15               | 18170   | 18711                      |
| Salobreña               | 12.660           | 34,91      | 363              | 18173   | 18610, 18680               |
| Sorvilán                | 511              | 34,33      | 15               | 18177   | 18710, 18713, 18750        |
| Torrenueva Costa        | 3.098            | 6,41       | 483              | 18916   | 18720                      |
| Vélez de Benaudalla     | 3.054            | 79,11      | 39               | 18184   | 18490                      |
| Comarca Costa Granadina | 129.422          | 786,83     | 164              | –       | –                          |